# Clark Phillips III
Clark Dwaine Phillips III (Lakewood, 19 dicembre 2001) è un giocatore di football americano statunitense che milita nel ruolo di cornerback per gli Atlanta Falcons della National Football League (NFL).

## Carriera

### Atlanta Falcons
Phillips al college giocò a football a Utah, venendo premiato unanimemente come All-American e come difensore dell'anno della Pac-12 Conference. Fu scelto nel corso del quarto giro (113º assoluto) nel Draft NFL 2023 dagli Atlanta Falcons. Debuttò come professionista nella gara del primo turno contro i Carolina Panthers giocando 12 snap negli special team. La sua prima stagione si chiuse con 27 tackle e 5 passaggi deviati in 11 presenze, 5 delle quali come titolare.